# De placitis philosophorum
Il De placitis philosophorum (in greco antico: Περὶ τῶν ἀρεσκόντων φιλοσόφοις φυσικῶν δογμάτων?) è un trattato dossografico oggi concordemente ritenuto non di Plutarco, catalogato all'interno dei Moralia.

## Struttura
L'opera, in cinque libri, viene generalmente assegnata al II secolo d.C.
I cinque libri trattano di (I) cosmologia e metafisica, (II) corpi celesti, (III) meteorologia, (IV) psicologia e percezione, (V) fisiologia umana.  L'alto numero di passi in cui il testo appare evidentemente trascurato, come semplici appunti, fa propendere per un testo fortemente eterogeneo. 